# 费城走廊

费城走廊位于埃及-加沙边境

费城走廊是位于加沙地带和埃及边界附近的一小片狭长土地，長度達14公里。 
1979年的埃以和约规定，费城走廊由以色列军队控制和巡逻。2005年以色列撤离加沙后，又与埃及签订了《费城协议》 ，允許埃及在费城走廊部署750名边防人员，而且在埃及一侧边境巡逻。费城走廊的加沙地帶一侧由巴勒斯坦民族权力机构控制。加沙之戰後费城走廊的加沙地帶一侧由哈馬斯接管。 2024年5月29日，以色列军方表示以军完全控制费城走廊。